# ويليام مينارد هتشنز
ويليام مينارد هتشنز (بالإنجليزية: William M. Hutchins)‏ ـ (ولد في 11 أكتوبر 1944) هو أكاديمي ومؤلف ومترجم أمريكي للأدب العربي المعاصر. عمل أستاذًا بقسم الفلسفة والدين بجامعة أبالاشيان ستيت يونيفيرستي في بون بولاية كارولاينا الشمالية.

## أكاديميًا
تخرج هتشنز في جامعة ييل سنة 1964، حيث تخصص في تاريخ الفن، ثم انتقل إلى جامعة شيكاغو، ليحصل على درجة ماجستير الآداب في علم الفلسفة سنة 1967، ثم درجة الدكتوراه في لغات الشرق الأدنى سنة 1971. وكانت أطروحته للدكتوراه عن الفيلسوف الفارسي فخر الدين الرازي، وعنوانها «آراء فخر الدين الرازي في المعرفة» (بالإنجليزية: Fakhr al-Din al-Razi on Knowledge)‏. عمل في دائرة المعارف البريطانية وجامعة إلينوي الشمالية في ديكالب بولاية إلينوي وجامعة غانا وجامعة هارفارد، قبل أن ينضم إلى هيئة تدريس جامعة أبالاشيان ستيت يونيفيرستي، وفيها رُقِّي إلى درجة الأستاذية الكاملة سنة 1986.

## مترجمًا
من أبرز أعمال هتشنز في الترجمة ترجمته لثلاثية نجيب محفوظ، التي تُعد واحدة من أرفع الأعمال الروائية المكتوبة باللغة العربية، وقد أصبحت ترجمة هتشنز الترجمة الإنجليزية الأهم لهذه الرواية.
كما ترجم هتشنز أعمالًا أدبية لكُتّاب عرب آخرين، من أبرزهم الجاحظ وتوفيق الحكيم وإبراهيم عبد القادر المازني وإبراهيم الكوني ومحمد خضير ومحمد سلماوي وفاضل العزاوي ونوال السعداوي وغيرهم.
حصل هتشنز في سنة 2005 ـ 2006 على منحة للترجمة الأدبية من الصندوق الوطني الأمريكي للفنون، وقد نُشرت ترجماته في عدة أعداد من مجلة بانيبال، كما ألّف العديد من القصص القصيرة نُشرت في مجلتي «كولد ماونتين ريفيو» و«كروسيبل».

## الجوائز
- جائزة سيف غباش-بانيبال للترجمة الأدبية من العربية إلى الإنجليزية سنة 2013، عن ترجمته لرواية «بلاد بلا سماء» لوجدي الأهدل.[4]